# هاوااین بیچ (هاوایی)
هاوااین بیچ (به انگلیسی: Hawaiian Beaches) یک منطقهٔ مسکونی در ایالات متحده آمریکا است که در شهرستان هاوایی، هاوایی واقع شده‌است. هاوااین بیچ ۶۴٫۵ کیلومتر مربع مساحت و ۴٬۲۸۰ نفر جمعیت دارد و ۷۸ متر بالاتر از سطح دریا واقع شده‌است.